# Dragon - La storia di Bruce Lee
Dragon - La storia di Bruce Lee (Dragon: The Bruce Lee Story) è un film biografico del 1993, diretto da Rob Cohen. Il lungometraggio ripercorre in maniera semi-romanzata la storia dell'attore Bruce Lee.

## Trama
Il film si basa sulle varie vicissitudini che vedono protagonista Bruce Lee durante la sua vita e che sono state racchiuse nel libro Bruce Lee: the man only I knew del 1975, scritto dalla vedova, Linda Lee. La pellicola mostra il rapporto con il padre, il viaggio che lo conduce negli Stati Uniti, l'inizio della sua carriera come attore, il rapporto con la moglie di origine svedese e altri grandi eventi, come l'apertura della prima scuola di Jeet Kune Do, arte marziale e filosofica, elaborata da Bruce Lee e proposta al mondo delle arti marziali.
La storia inizia con Bruce ancora bambino che viene introdotto allo studio delle arti marziali da suo padre, quando viveva ad Hong Kong. Il padre, infatti, sogna spesso che un demone lo attacca e gli porta via il piccolo Bruce; decide dunque di fargli prendere lezioni di arti marziali per permettere a suo figlio di difendersi da questo ipotetico attacco. Bruce continua ad imparare tale disciplina durante la sua crescita e durante una rissa in una sala da ballo, riduce in fin di vita un ragazzo inglese, nipote di un pezzo grosso. Per questo incidente, primo di una lunga serie che continuerà anche in America, Bruce viene spedito dal padre a San Francisco, dove lavorerà come lavapiatti in un ristorante, per poter guadagnare qualcosa. Ripresi gli studi, Bruce comincia a studiare filosofia e a dar vita ad una nuova disciplina marziale, che coinvolge i movimenti aggraziati della scherma e la potenza della boxe, evitando i kata.
Bruce, con l'aiuto della sua allora fidanzata Linda, decide di aprire una palestra di Jeet Kune Do, per iniziare a far conoscere le sue intenzioni con questa disciplina, aperta a persone di tutte le razze. Infatti, tra manoscritti e disegni di tattica, Bruce vuole che questa nuova disciplina venga riconosciuta e approvata dalle federazioni di arti marziali. Durante un combattimento con Wong Jack-man (scelto dalla comunità cinese per contrastare Bruce, 'colpevole' di insegnare le arti marziali ai non cinesi), Bruce riceve un brutto colpo che gli ferisce la schiena ma dopo una lunga e tormentata riabilitazione e anche grazie alla vicinanza di Linda, che lo sprona a reagire mettendo per iscritto il suo pensiero (il libro è Il Tao del Jeet Kune Do), Bruce si rimette in sesto e torna a combattere.
Nella pellicola, appare un demone, con le sembianze di un guerriero completamente rivestito da una minacciosa corazza, che ogni tanto sfida Bruce ad un duello e queste lotte rappresentano le lotte interiori che Bruce Lee ha sempre dovuto combattere. Intanto, i due fidanzati devono affrontare l'odio che li circonda per via della loro relazione interrazziale.
Non sono ben visti dalla gente, dato che Bruce è di origine cinese e Linda di origini svedesi. La persona che più si accanisce contro questa unione è proprio la madre di Linda, Vivian, che rompe ogni contatto con lei fino alla nascita del loro primogenito, Brandon. Intanto, Bruce prende parte ad una dimostrazione televisiva della sua arte al torneo organizzato da Ed Parker, per poter condividere con il mondo la sua disciplina e dopo questa prova (durante la quale si prende la rivincita su Wong Jack-man), viene notato dal produttore televisivo Bill Krieger, che vede in lui delle potenzialità come attore. Decide di contattarlo e di offrirgli la parte di Kato, nella serie Tv Il Calabrone Verde.
Dopo il suo ingresso nel mondo del cinema, e dopo una lunga gavetta negli USA non priva di delusioni, Bruce torna ad Hong Kong per i funerali del padre, viene contattato dal produttore Philipp Tan e prende parte ad alcune pellicole di arti marziali, che gli danno la stabilità finanziaria e fama mondiale.
Il successo però lo assorbe a tal punto da allontanarlo dalla famiglia. E quando Kriger si presenta a lui per offrirgli una parte in un grosso film di Hollywood (I tre dell'Operazione Drago), Bruce ha un diverbio con Linda: lei vorrebbe approfittarne per tornare in America e far cessare la vita troppo frenetica a Hong Kong, mentre Bruce, memore delle sofferenze patite, non vuole saperne di lasciare la città asiatica.
Ma alla fine, quando Linda decide di tornare in America con i figli e senza di lui, Bruce si convince e accetta il ruolo.
Durante le riprese ha una visione, l'ultimo combattimento col demone che lo tormenta sin dall'infanzia e che gli mostra la sua tomba: inoltre, il demone minaccia anche suo figlio Brandon.
Dopo un violento scontro, Bruce sconfigge la creatura, termina il film e si riconcilia con la famiglia.
Nelle scene finali viene rappresentata l'ascesa di Bruce Lee come attore e come preparatore atletico della nuova disciplina marziale, con la voce di Linda fuori campo che racconta della morte del marito e invita a ricordarlo per quello che ha fatto in vita:
(Linda Lee)

## Produzione
Il film è stato girato principalmente a Los Angeles, California. Altre riprese sono state effettuate in location esterne come Hong Kong, Macao, San Francisco. Le riprese iniziarono l'11 maggio 1992 e si conclusero il 14 agosto successivo.
Il ruolo venne inizialmente offerto a Donnie Yen (che peraltro anni dopo interpreterà Ip Man, maestro di Bruce Lee, in quattro pellicole). 
Il ruolo venne offerto anche al figlio, Brandon, che rifiutò. Fatalmente, Brandon Lee morì durante le riprese de Il corvo, meno di due mesi prima dell'uscita della pellicola sulla vita di suo padre. Il film è dedicato alla sua memoria, nei titoli di coda.
Vi fu inoltre candidato, per il ruolo medesimo, un altro attore di origini cinesi, Robin Shou.
Jason Scott Lee, attore di origine cinese, non ha alcuna parentela con Bruce Lee. La scelta cadde su di lui per la sua preparazione atletica: essendo infatti un discreto ballerino avrebbe potuto affrontare l'allenamento di Jeet Kune Do, disciplina della quale divenne successivamente un allenatore qualificato, addestrato da uno dei veri studenti di Bruce Lee, Jerry Poteet (1936–2012).
Nel film non viene rappresentata, alla fine, la morte di Bruce Lee avvenuta il 20 luglio 1973 a Hong Kong, lasciando lo spettatore coinvolto nella vita di Lee e non della sua morte, avvenimento ancora avvolto dal mistero. La sceneggiatura del film è stata tratta dal libro biografico della vedova di Lee, Linda Lee Cadwell. Il libro venne scritto a poca distanza dalla morte dell'attore, quindi rappresenta una memoria fresca sui fatti accaduti dall'ascesa alla fine della sua vita.

### Cast
In un primo momento Linda Lee Cadwell, vedova di Bruce, dubitò delle capacità di Jason Scott Lee, di impersonificare suo marito ma, terminate le riprese del film, si complimentò con l'attore per la sua performance.
Nella scena dove Linda e Bruce ballano ad una festa per celebrare il fatto che Linda sia incinta per la seconda volta, nella parte della cantante vi è proprio la seconda figlia dell'attore, Shannon.

## Doppiaggio e date di uscita
Il film è uscito nel 1993 e negli altri paesi ha mantenuto integro il titolo originale, nelle varie traduzioni:
| Date di uscita internazionali | Date di uscita internazionali   | Date di uscita internazionali |
| Paese                         | Titolo film                     | Date                          |
| ----------------------------- | ------------------------------- | ----------------------------- |
| Italia                        | Dragon: la storia di Bruce Lee  | 20 agosto 1993                |
| Germania                      | Dragon - Die Bruce Lee Story    | 17 giugno 1993                |
| U.S.A.                        | Dragon: the Bruce Lee story     | 7 maggio 1993                 |
| Finlandia                     | Dragon - Bruce Leen tarina      | 15 ottobre 1993               |
| Francia                       | Dragon, l'histoire de Bruce Lee | 23 giugno 1993                |
| Spagna                        | Dragón: la vida de Bruce Lee    | 2 luglio 1993                 |
| Grecia                        | Dragon: I zoi tou Bruce Lee     |                               |
| Regno Unito                   | Dragon: the Bruce Lee story     | 22 ottobre 1993               |

## Colonna sonora
La colonna sonora del film uscì il 27 aprile 1993. Di seguito la tracce:
1. Dragon Theme/A Father's Nightmare
2. Yip Man's Kwoon
3. Lee Hoi Chuen's Love
4. Bruce And Linda
5. The Challenge Fight Warm-Up
6. Sailing On The South China Sea
7. Fists Of Fury
8. The Tao Of Jeet Kune Do
9. Victory At Ed Parker's
10. Chopsaki
11. Brandon
12. The Mountain Of Gold
13. The Premiere Of The Big Boss
14. Fighting Demons
15. The Dragon's Heartbeat
16. First Date
17. The Hong Kong Cha-Cha - Lynn Ray/Xiao Fen Min

## Collegamenti ad altre pellicole
- Durante una scena del film, Linda e Bruce guardano il film Colazione da Tiffany del 1961.
- Viene rappresentata una puntata di Il Calabrone Verde, serie Tv nella quale Bruce Lee interpreta Kato.
- Il produttore della serie Tv "Il Calabrone Verde", parla a Bruce della possibilità di interpretare il protagonista di Kung Fu, serie Tv studiata per Bruce Lee, ruolo che poi verrà dato (anche nella realtà) a David Carradine.
- Nella pellicola si vede la realizzazione di alcuni film di Bruce Lee tra i quali: Il furore della Cina colpisce ancora (1971), L'urlo di Chen terrorizza anche l'occidente (1972), I tre dell'Operazione Drago (1973).
- La lapide che appare durante l'avvento dei demoni è la vera lapide di Bruce Lee ma la foto rappresenta l'attore che lo interpreta.

## Differenze con la storia reale
Il film segue a grandi linee la vita di Bruce, ma si prende anche numerose libertà, modificando e pure inventando alcuni fatti:
- Lee ha iniziato ad allenarsi nel Wing Chun all'età di 13 anni dopo aver perso una lotta con i bulli, non a causa di demoni interiori.
- Bruce si lasciava realmente coinvolgere spesso in risse sanguinose ma non da solo, perché faceva parte di una gang di strada.
- Nella pellicola si deduce che Bruce è figlio unico e orfano di madre, dato che non vengono mai menzionati altri familiari. In realtà aveva due sorelle e un fratello maggiori, un fratello minore, e la madre sopravvisse al famoso figlio. Nel film, poi, Bruce ha un forte legame affettivo col padre mentre, invece, il loro rapporto fu sempre improntato ad un rigido formalismo.
- Lo scontro con Wong Jack-man, sebbene le fonti discordino, sembra si sia in sostanza concluso con una netta vittoria di Bruce e senza scorrettezze da parte dell'avversario, con quest'ultimo che sarebbe però fuggito costantemente, terrorizzato dai colpi di Lee.  Bruce Lee tuttavia non fu soddisfatto dell'incontro e della prestazione personale, e in un'intervista sulla rivista "Black Belt" disse: <<Io ebbi una lotta a San Francisco con un praticante di Kung-Fu, e dopo breve tempo il figlio di cagna ha iniziato a correre. Io l'inseguii e, come uno sciocco, continuai a dargli pugni dietro la testa e sulla schiena. Presto i miei pugni cominciarono a gonfiarsi nel colpire la sua testa dura. Poi ho capito che il Wing Chun non è stato molto efficace e ho iniziato a modificare il mio modo di combattere.>> Inoltre, siccome le cose andarono molto diversamente, non ci furono mai né la rivincità di Bruce durante il torneo di Ed Parker, né lo scontro col fratello di Wong, desideroso di vendetta, sul set di 'The Big Boss'. Questi due momenti del film prendono comunque spunto da fatti reali: Bruce partecipò davvero al torneo organizzato da Ed Parker nel 1964, dove espose la sua concezione della lotta, però non vi sostenne alcun combattimento. Poi, sui set di Hong Kong, capitò diverse volte a Bruce di essere sfidato da persone che volevano dargli una lezione a causa di alcune sue considerazioni poco lusinghiere sulle arti marziali classiche, mentre altri speravano di batterlo per diventare famosi.
- Bruce si procurò la ferita alla schiena durante un allenamento fatto male con dei pesi, non perché colpito alle spalle da Wong Jack-man.
- Wong Jack-man nel film si chiama Johnny Sun.
- Il padre di Bruce, l'attore Li Hoi-Chuen, morì nel 1965, ma nel film viene fatto morire nel 1972, dato che Bruce riceve la notizia mentre sta guardando la prima puntata della serie 'Kung-Fu', trasmessa in quell'anno. È anche improbabile che Bruce abbia mai visto tale serie televisiva, dato che venne trasmessa negli Stati Uniti a partire dal novembre del 1972 e lui, in quel periodo, si trovava ad Hong Kong.
- 'The Big Boss' (conosciuto in Italia come 'Il furore della Cina colpisce ancora') fu girato nel 1971, quindi prima della trasmissione di 'Kung-Fu', mentre nel film esce dopo.
- Il produttore ad Hong Kong di Bruce Lee si chiamava Raymond Chow, non Philip Tan.
- Quando proposero a Bruce il ruolo per 'I tre dell'Operazione Drago' l'attore ebbe in effetti delle difficoltà ad accettare. Tuttavia, contrariamente a quanto si vede nella pellicola, queste resistenze non erano dovute al rifiuto di tornare in America perché lì aveva sofferto troppo ma alla paura di fallire, perché l'offerta di un film prodotto ad Hollywood con lui come protagonista era l'occasione che Bruce attendeva da sempre.
- Il libro 'Il tao del Jeet Kune Do' venne pubblicato dopo la morte di Bruce.

## Camei
- La figlia di Bruce Lee, Shannon, appare come cantante di un gruppo musicale, nel momento in cui Linda dice al marito di essere rimasta incinta proprio di lei.
- Van Williams, protagonista ne Il Calabrone Verde, appare come il direttore del programma.
- Jerry Poteet[2], allievo di Bruce Lee e, successivamente, maestro di Jason Scott Lee, appare in parecchie scene.
- La pellicola fa una piccola apparizione (anche se per pochi secondi) nel film Fast and Furious.

## DVD
Il film è disponibile su DVD a partire dal 27 settembre del 2003. La casa di produzione è la Lauren Holly Universal Pictures.

## Riconoscimenti
- 1995 - Premio speciale Political Film Society